# Bonsecours
Bonsecours är en kommun i departementet Seine-Maritime i regionen Normandie i norra Frankrike. Kommunen ligger i kantonen Boos som tillhör arrondissementet Rouen. År 2022 hade Bonsecours 6 444 invånare.

## Befolkningsutveckling
Antalet invånare i kommunen Bonsecours
| Referens: INSEE |